# فیلم و هنر
فیلم و هنر یک مجلّهٔ سینمایی ایرانی قبل از انقلاب بود.

## پیشینه و خاستگاه
بعد از بروز اختلاف در مجله‌ی ستاره سینما تحت مدیریت علی مرتضوی که به صورت ماهانه منتشر می‌شد، وی مجله‌ی فیلم و هنر را به ضمیمه‌ی روزنامه‌ی صبح امروز تحت امتیاز مصطفی الموتی به چاپ رسانید.

## فراز و نشیب‌های مجله

### انتشار به صورت ماهانه
شماره های اول و دوم مجله فیلم هنر به صورت ماهیانه، به ترتیب در بهمن ۱۳۴۰ در ۶۸ صفحه و اسفند آن سال در ۷۲ صفحه، شماره های سوم و چهارم با هم در اردیبهشت ۱۳۴۱ در ۶۴ صفحه و شماره پنجم آن در مرداد همان سال در ۵۴ صفحه به چاپ رسید و بعد از آن مجله تعطیل شد.

#### نقد
سبک و سیاق این دوران مجله به همان ستاره سینمای ماهانه شباهت داشت. مقالاتی مانند کارگردانان برگزیده‌ی ایتالیا، مونتاژ یک صحنه، افسانه موج نو، ویسکونتی، این است جهنم هالیوود، الیا کازان، رنه کلر، انتقاد در سینما و ارویتسم در سینما در این دوران در مجله به چاپ رسید.

### انتشار به صورت هفتگی

#### دوره اول
پس از دوران انتشار به صورت ضمیمه در روزنامه صبح امروز، در اسفند ماه ۱۳۴۱ این مجله تحت امتیاز عبدالمجید رمضانی و زیر نظر اردشیر مهاجر به صورت هفتگی شروع به کار کرد. شماره‌ی اول مجله در این دوران در ۱۱ اسفند همان ۱۳۴۱ و یک شماره مخصوص در ۲۸ اسفند همان سال در ۷۶ صفحه به چاپ رسید و بعد از آن مجله دوباره تعطیل شد.

#### دوره دوم
دوره جدید مجله در ۱۸ فروردین ۱۳۴۳ منتشر شد. در این دوران مدیریت مجله با علی مرتضوی بود.